# Xã Harter, Quận Clay, Illinois
Xã Harter (tiếng Anh: Harter Township) là một xã thuộc quận Clay, tiểu bang Illinois, Hoa Kỳ. Năm 2010, dân số của xã này là 6.394 người.